# Столпы общества
«Столпы общества» (норв. Samfundets støtter) — четырёхактная реалистическая драма норвежского писателя Генрика Ибсена, написанная в период с октября 1875 по лето 1877 года. Впервые была представлена 14 ноября того же года в театре Odense (Дания).
Первая реалистическая пьеса Ибсена, знаменующая собой конец романтического периода в творчестве драматурга.
Была первой пьесой из числа тех, которые вызвали интерес к Ибсену и сделали его популярным не только в Норвегии, но и в других странах Европы.

## Действующие лица
- Консул Берник.
- Бетти Берник, его жена.
- Улаф, их сын, 13 лет.
- Марта Берник, сестра консула.

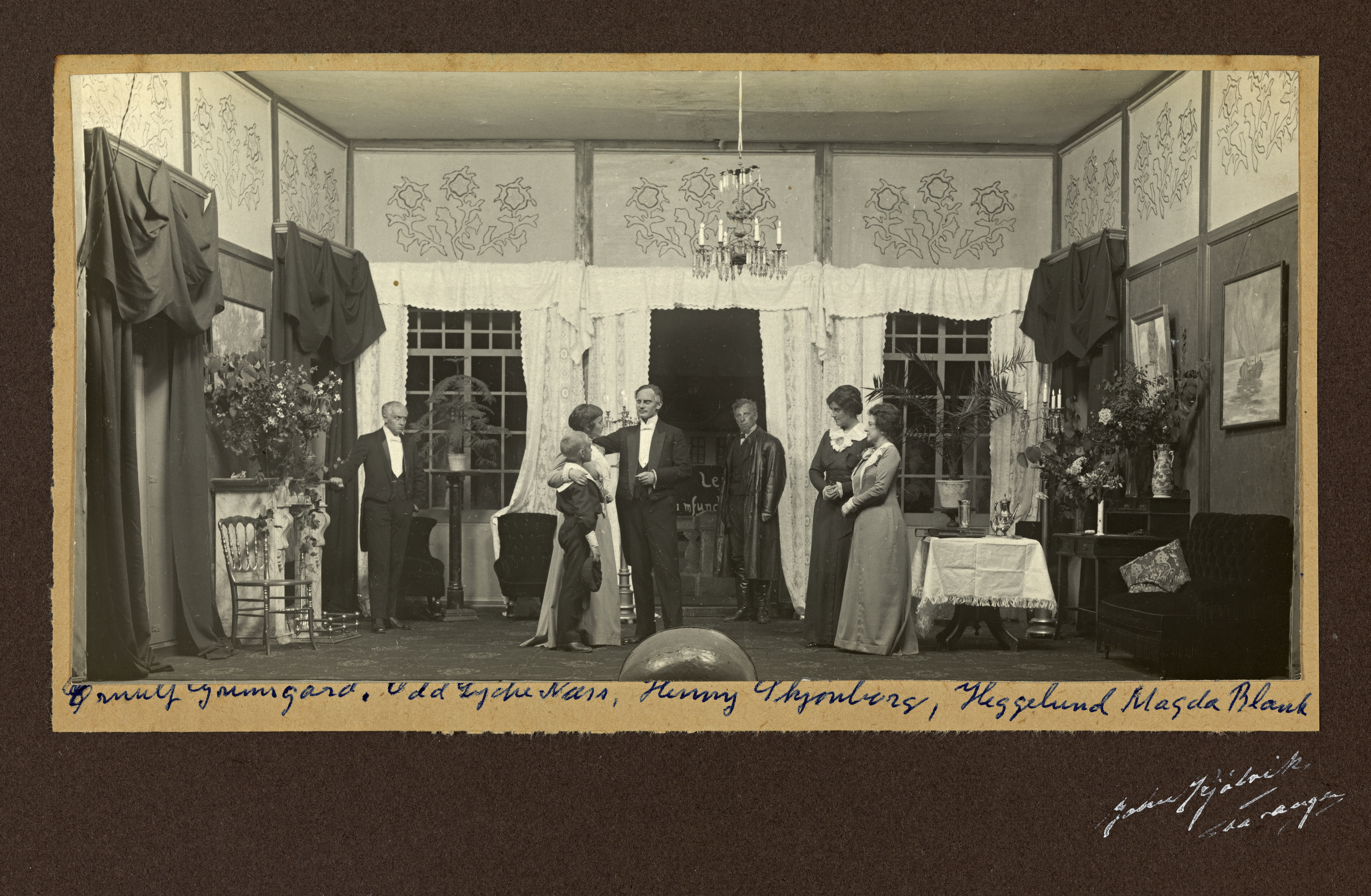
Постановка 1914 года

- Йухан Теннесен, младший брат Бетти Берник.
- Лона Хессель, старшая, сводная сестра Бетти.
- Хильмар Теннесен, двоюродный брат Бетти.
- Адъюнкт Рерлун.
- Руммель, коммерсант.
- Вигеланн и Санстад — купцы.
- Дина Дорф, молодая девушка, живущая в доме консула Берника.
- Крап, управляющий делами консула Берника.
- Эунэ, мастер-судостроитель.
- Фру Руммель, жена коммерсанта Руммеля.
- Хильда, её дочь.
- Фру Xолт, жена почтмейстера.
- Нетта, её дочь.
- Фру Люнге, жена доктора.
- Городское бюргерство и прочие местные жители, иностранные моряки, пассажиры с парохода и пр.

## Творческая история
Идею этой пьесы Ибсен задумал ещё в то время, когда писал «Союз молодежи», то есть до того, как ему пришлось отложить в сторону всё, что не относилось к драме о Юлиане.
Сохранилось множество набросков, заметок и черновиков, которые позволяют судить о том, как пьеса постепенно обретала свою форму.
Х. Хайберг: «Ибсен хотел поставить своих современников перед лицом конфликта — одновременно комического и трагического — между словом и делом, между проповедью морали и её практическим воплощением».